# No Time To Die
No Time To Die  es una película del año 2006.

## Sinopsis
La vida amorosa de Asante es un desastre pues es enterrador y todas las chicas huyen de él. Hasta el día en que conoce a la bella Esi que tiene que enterrar a su madre. Asante consigue enamorarla y los dos jóvenes deciden casarse. Pero primero, Asante, debe convencer a Owusu, el padre de Esi, de darle la mano de su hija. Un brujo le asegura que Owusu aceptará si bebe “schnapps” de la botella de un muerto. Asante, siguiendo su corazón, se arma de valor y roba la dicha botella. Pero nada sucede como él quisiera. La bella Esi no quiere volver a verlo. ¿Para siempre?